# ヴィーナス小像

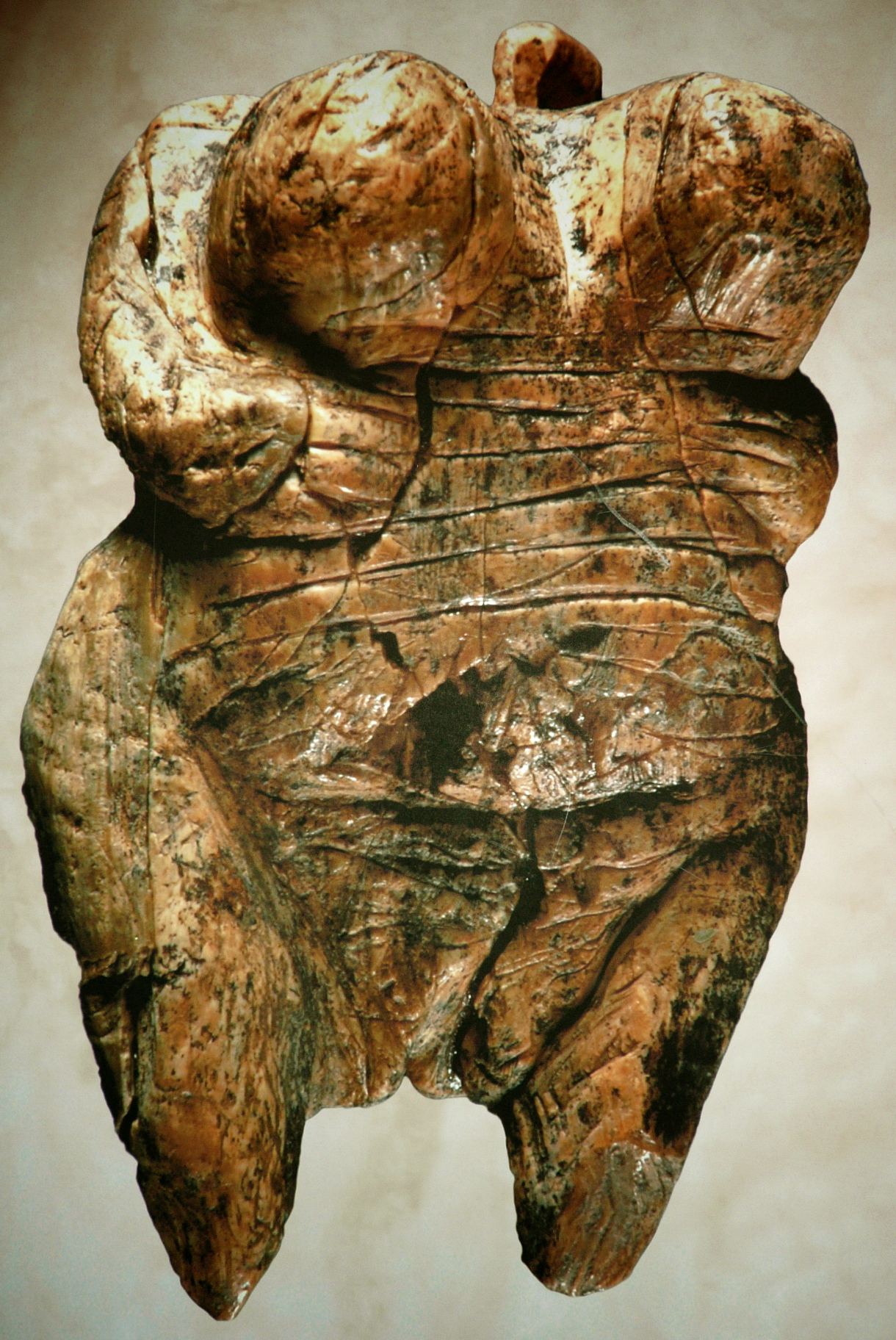
最も初期のヴィーナス小像のホーレ・フェルスのヴィーナス

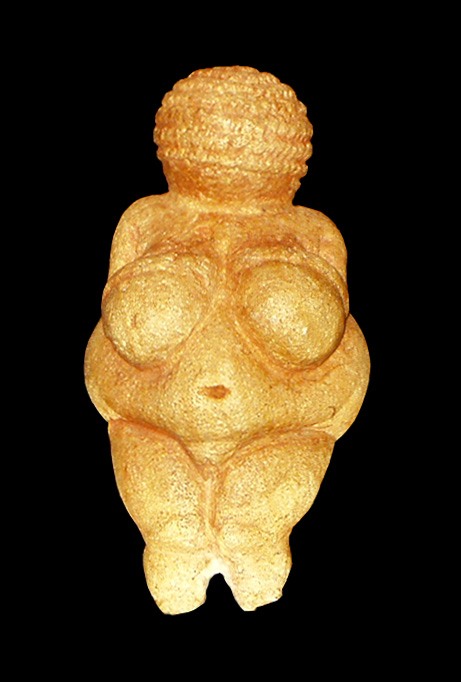
ヴィレンドルフのヴィーナス

ヴィーナス小像（ヴィーナスしょうぞう）は、ふっくらとした女性を象ったと考えられる後期旧石器時代の小像の総称。
200体以上出土しているこの類型には、数は少ないが両性具有とみなされるものや男性かもしれないもの、まれにレリーフ状のものも含まれる。ヨーロッパからの出土が多いが東はシベリアまでユーラシア大陸に広く分布している。年代としては大多数が（26,000～21,000年前の）グラベット期に属し、早い例に少なくともオーリニャック期の35,000年前にまでさかのぼるホーレ・フェルスのヴィーナスが存在する。そして遅いものとしてマドレーヌ期の11,000年前のモンラッツのヴィーナス（英語: Venus of Monruz）がある。このような小像は（ステアタイト（英語: steatite）、方解石、石灰岩のような）柔らかい石、骨、象牙を削るか、もしくは粘土を形作り焼き上げたものである。後者は最古のセラミックのものとして知られる。サイズはほどほどで、高さ3cmからから大きくても40センチをやや超える程度。先史時代の美術（英語: prehistoric art）作品の先駆けと位置づけられる。
多くが小さな頭、幅広な尻、先細りの脚をもつ。誇張された腹部、尻、胸、太腿、陰門（芸術における膣と外陰部も参照）が特徴だが、それにあてはまらないものも少なくない。腕と足はしばしば欠けており、頭部は大抵小さく顔もない。髪型は詳細に形づけられていることがあり、とりわけシベリアから出土した例には着衣や入れ墨を思わせる模様が見られる。
これらの小像が作られた本来の文化的意義も目的もわかっていない。儀式や象徴的な役割を担っていたと推測されることは多く、日本においても縄文時代に土偶が作られており、同じく女性の体を象った物であり、農耕儀礼などに使われていたとされている。その用途や意味について、推量に基づく多彩な解釈が呈示されて来た：宗教的偶像、健康と豊穣の象徴、地母神、エロティック・アートや性補助具（英語: sex aid）、あるいは女性芸術家の自己表現などである。

### 動画
- Cook, Jill. Interview with Dr Jill Cook (動画). Bradshaw Foundation. 2023年1月16日閲覧。

### 書籍
- Beck, Margaret (2000年). Ratman, Alison F. (ed.). Reading the Body: Representations and Remains in the Archaeological REcord. University of Pennsylvania Press. ISBN 978-081-221-709-4, google books
- Fagan, Brian M.; Beck, Charlotte (1996年). Venus Figurines. The Oxford Companion to Archaeology. Oxford University Press. ISBN 978-019-507-618-9, google books
- Haviland, William; Prins, Harald; Walrath, Dana; McBride, Bunny (2010年). Anthropology: The Human Chalenge (13 th ed.). Cengage Learning. ISBN 0495810843, google books
- Rudgley, Richard (2000年). The Lost Civilizations of the Stone age. Simon and Schuster. ISBN 0684862700, google books

### 論文
- Jude, Isabella (2012年). ""Palaeo-porn"： we've got it all wrong". New Scientists. 216 (2890)Interview with April Nowell